# Ludwig von Schröder

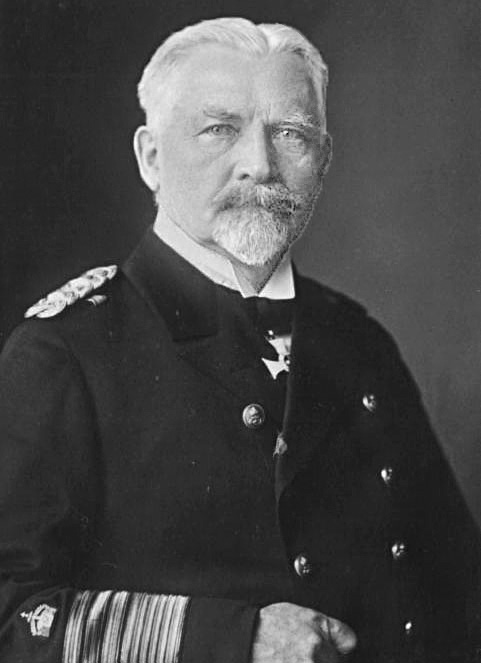
Ludwig von Schröder

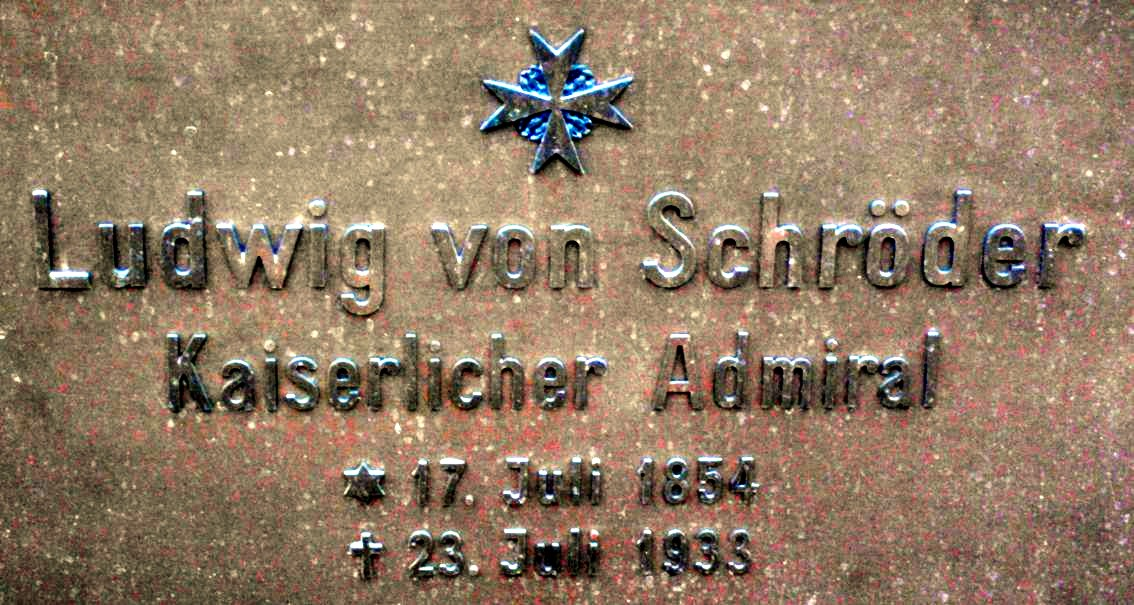
Grabplatte auf dem Invalidenfriedhof

August Ludwig Schröder, seit 1912 von Schröder, (* 17. Juli 1854 im Gut Hintzenkamp bei Eggesin; † 23. Juli 1933 in Berlin-Halensee) war ein deutscher Admiral und während des Ersten Weltkriegs Kommandierender Admiral des Marinekorps Flandern.

## Leben
Ludwig Schröder wurde am 17. Juli 1854 im Gut Hintzenkamp bei Ueckermünde in Pommern geboren und im evangelischen Glauben erzogen. Sein Vater Karl Schröder, der Gutsbesitzer, starb am 24. Dezember 1891. Seine Mutter Albertine Schröder, geborene Gaude, überlebte ihren Mann um mehr als acht Jahre. August Ludwig Schröder war das vierte von fünf Geschwistern.
Im Jahre 1860 begann für Schröder die Schulzeit, zunächst bei Hauslehrern, kurze Zeit später auf einer Grundschule im nahegelegenen Eggesin. 1864 wechselte er zur Friedrich-Wilhelm-Realschule. Nebenbei erhielt er wiederum Privatunterricht. Er beendete seine Schulzeit 1871.
Im Frühjahr 1871 wurde Schröder mit den nötigen Papieren, in die gerade neu gebildete Kaiserliche Marine als Kadett angemeldet. Nach einigen freiwilligen Repetitionsstunden erfolgte im Mai desselben Jahres der Einberufungsbefehl zum Examen in Kiel. Nach der glatt bestandenen Prüfung kam am 31. Mai der direkte Einberufungsbefehl zum Militärdienst. Seine Vereidigung fand am 7. Juni bei Leutnant zur See von Buchholz an Bord des alten Kasernenschiffes Barbarossa in Kiel statt. Am gleichen Tag kam er für acht Monate auf das Segelschulschiff Niobe. Anschließend wurde er auf dem Dampf- und Segelschiff Gazelle und auf weiteren Schiffen ausgebildet, bevor er von Oktober 1874 bis September 1875 die Marineschule absolvierte. Nach deren Beendigung kam Schröder als Kompanieoffizier zur I. Matrosen-Division, wurde dann für drei Monate auf die Panzerfregatte Deutschland und anschließend am 22. August 1876 auf die Kronprinz versetzt, wo er als Adjutant und Signaloffizier diente. 1877 verbrachte er zwei Monate als Wachoffizier auf der Preußen und kam dann als Ausbilder auf die Niobe. Als Wachoffizier kam er auf die Freya und mit dieser nach Asien. Zurück in Deutschland wurde er als Leutnant zur See zum 19. September 1881 als Lehrer an die Divisionsschule der 2. Matrosendivision kommandiert. 1885 wurde er Erster Offizier auf der Blitz. Bevor er 1892 nach Kiel als Lehrer an die dortige Torpedo- und Marineschule wechselte, war er fünfeinhalb Jahre als Torpedolehrer auf der Blücher. Im weiteren Verlauf seiner Marinekarriere diente er auf verschiedenen Schiffen, unter anderem als Kommandant des Avisos Blitz (als Kapitänleutnant für den erneuten Indienststellungszeitraum vom 2. Februar 1892 bis 30. September 1892) und des Schulschiffs Moltke (vom 5. April 1898 bis April 1900). Am 12. Juni 1899 war er zum Kapitän zur See befördert worden. Ab 1895 hatte er im Reichsmarineamt gedient.
Von Anfang April 1900 bis Ende März 1901 war er Direktor der Marineschule und lehrte zugleich an der Marineakademie. Anschließend war er bis September 1903 Abteilungsvorstand im Admiralstab der Marine. Im Oktober 1903 trat Schröder auf dem Dampfer Sardinia die Ausreise nach Mittelamerika an. In Saint Thomas übernahm er am 15. November 1903 das Kommando über den Großen Kreuzers Vineta und war zugleich bis Mitte März 1905 als Kommodore Chef der Ostamerikanischen Kreuzerdivision. Am 14. März 1905 wurde er Konteradmiral und zur Information zur Inspektion der Schiffsartillerie kommandiert. Von Mitte Mai 1905 bis Ende September 1907 wirkte Schröder als Inspekteur der Schiffsartillerie.
Vom 1. Oktober 1907 bis 24. September 1910 war Schröder, ab 9. November 1907 Vizeadmiral, Chef des II. Geschwaders der Hochseeflotte. Anschließend wurde er zum Chef der Marinestation der Ostsee ernannt und am 27. Januar 1911 zum Admiral befördert. Am 6. Mai 1912 wurde er in Genehmigung seines Abschiedgesuches mit der gesetzlichen Pension zur Disposition gestellt, unter gleichzeitiger Stellung à la suite des Seeoffizierskorps.
Kaiser Wilhelm II. erhob Schröder am 17. Februar 1912 in den erblichen preußischen Adelsstand.
Mit Beginn des Ersten Weltkriegs wurde Schröder reaktiviert und am 23. August 1914 zum Kommandeur der Marine-Division ernannt. Am 15. November 1914 erfolgte seine Ernennung zum Kommandierenden Admiral des neu gebildeten Marinekorps Flandern. Außerdem fungierte er als Kommandant der bei Bremerhaven liegenden Küstenbatterien (Weserforts Brinkamahof) der III. Matrosen-Artillerie-Abteilung. Ihm unterstanden damit nicht nur die in Flandern stehenden Seestreitkräfte, sondern die gesamte Marineinfanterie. Diese Kräfte waren bereits 1914 in heftige Kämpfe in Flandern verwickelt und nahmen bis 1918 an allen vier Flandernschlachten teil. Sie bemannten auch die Hollandstellung. Aufgrund seiner entschlossenen Führung in den zum Teil äußerst blutigen Kämpfen wurde Ludwig von Schröder als „Löwe von Flandern“ bekannt. 1921 stiftete er für die ehemaligen Angehörigen dieser Truppe das Flandernkreuz.
Auf Befehl des Kaisers sollte er gegen die meuternden Matrosen in Kiel vorgehen. Obwohl die Reichsregierung unter Reichskanzler Max von Baden dagegen war, wurden diese Pläne weiter verfolgt und die Marineführung stellte sich damit erneut gegen die Regierung. Dass die Pläne schließlich nicht verwirklicht wurden, „lag allein daran, dass die erforderlichen Truppen nicht vorhanden waren“. Schröder befehligte das Korps bis über das Kriegsende hinaus bis zum 12. Dezember 1918 und wurde dann endgültig in den Ruhestand verabschiedet.
In der Nachkriegszeit verlangte Belgien seine Auslieferung. Schröder war in den 1920er Jahren Erster Vorsitzender des Nationalverbandes Deutscher Offiziere (NVDO).
Er wurde auf dem Berliner Invalidenfriedhof beigesetzt. Sein Sohn war der spätere General der Flakartillerie und Militärbefehlshaber Serbien Ludwig von Schröder.

## Familie
Schröder heiratete in Stettin am 25. Oktober 1881 Anna Lemcke (* 21. März 1859; † 3. November 1924), die Tochter eines Rentiers in Stettin. Das Ehepaar hatte fünf Kinder:
- Ludwig Karl Hermann (* 12. September 1884; † 28. Juli 1941) ⚭ Marie Fooken (* 16. Januar 1889)
- Annalise Helene Alwine (* 8. Dezember 1888), Oberin
- Ursula Anna Antonie (* 9. Februar 1896) ⚭ 1920 Hans Kellinghusen, Besitzer von Maasleben

## Ehrungen
- Pour le Mérite mit Eichenlaub[9]

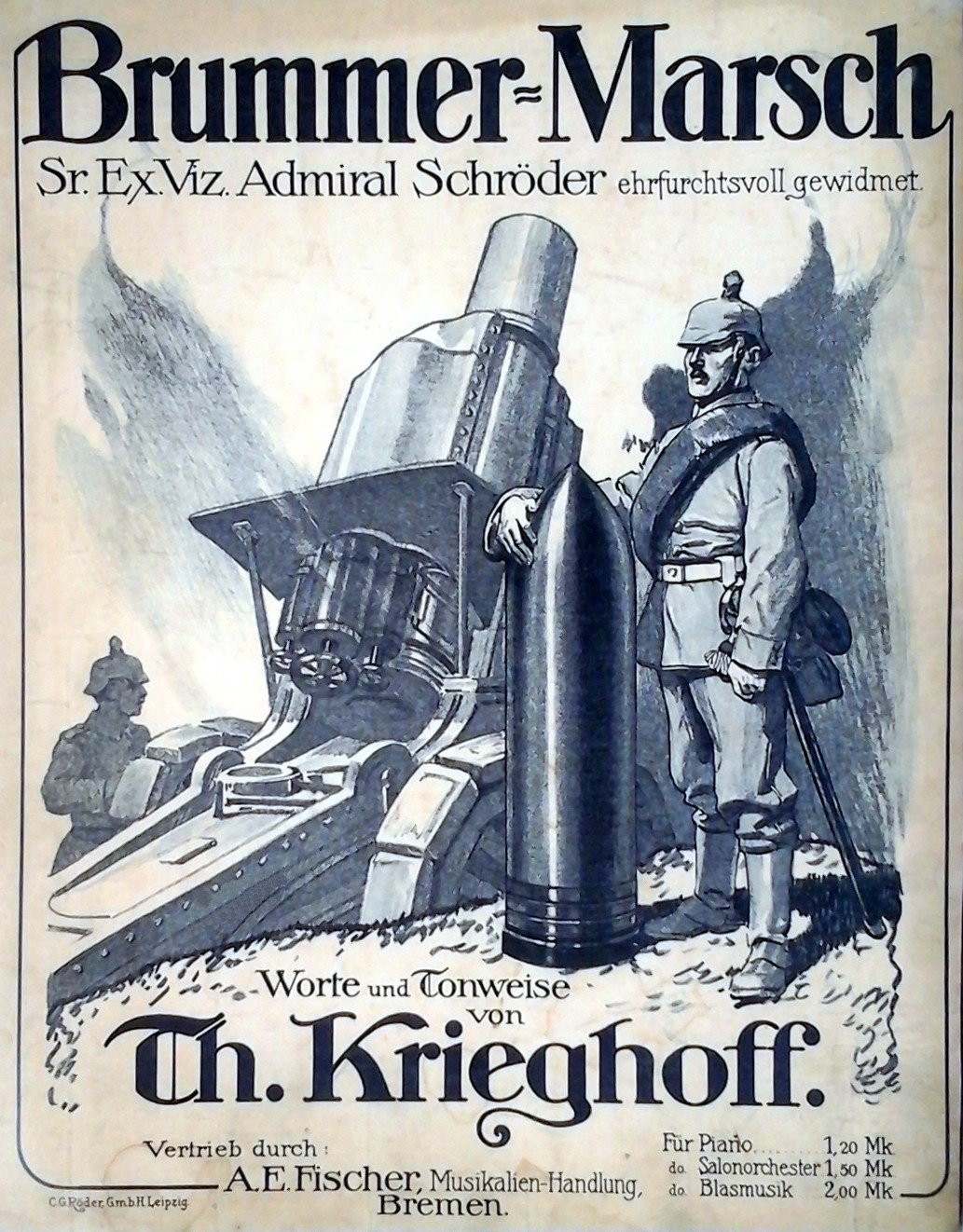
Brummer-Marsch von Th. Krieghoff

  - Pour le Mérite am 20. Oktober 1915
  - Eichenlaub am 23. Dezember 1917
- Roter Adlerorden I. Klasse mit Eichenlaub[9]
- Kronenorden I. Klasse[9]
- Großkreuz des Bayerischen Militärverdienstordens mit Schwertern[9]
- Großkreuz des Albrechts-Ordens mit goldenem Stern und Schwertern[9]
- Großkreuz des Ordens der Württembergischen Krone mit Schwertern[9]
- 1917 Ehrenbürger der Stadt Ueckermünde
- 1933–1947 Admiral von Schröder Straße, gegenüber dem ehemaligen Reichsmarineamt in Berlin-Tiergarten,[10] im Gegenzug heute nach dem revoltierenden Matrosen Albin Köbis benannt.
- Zu Ehren seines ehemaligen Vorgesetzten und Festungskommandanten der Weserforts Brinkamahof, Senior-Ex-Vizeadmiral Ludwig von Schröder, ist um 1917 von dem Komponisten Theodor Ludwig Karl Krieghoff, der Brummer-Marsch fürs Piano/Salonorchester/Blasmusik veröffentlicht worden.[11]
- 1917 wurde der Hilfsminensucher Admiral von Schröder nach ihm benannt.